# Klaus Ronneberger
Klaus Ronneberger (* 24. November 1950 in Würzburg; † 24. April 2025) war ein deutscher Stadtsoziologe.

## Leben
Ronneberger studierte Sozialpädagogik (Diplom-Sozialpädagoge 1983) sowie Kulturwissenschaft und Soziologie in Frankfurt am Main. Nach langjähriger Mitarbeit am Frankfurter Institut für Sozialforschung war er als freier Publizist tätig. In den 1990er Jahren arbeitete er gemeinsam mit Walter Prigge am Frankfurter Institut an Konzepten wie dem Grüngürtel für die Mainmetropole und kritisierte den Wandel Frankfurts zur Global City im Buch „Capitales Fatales“. Ronneberger war Mitglied der Stadtforschungsgruppe „spacelab“.
Ab 2008 war er Gastprofessor an der Universität Kassel. Im WS 2013/14 verantwortete er ein Teilmodul zu sozialwissenschaftlichen Grundlagen der Architektur und Planung. 2009 hielt er in Kassel eine Vorlesung im Rahmen der Reihe Fusion – Positionen zu Architektur, Stadt und Landschaft. Obwohl er keine klassische akademische Karriere verfolgte, hatte Ronneberger erheblichen Einfluss auf die kritische Stadtforschung und stadtaktivistische Bewegungen.
Er engagierte sich in Frankfurter Initiativen wie Nitribitt und Kanak Attak und war an Forschungsprojekten wie „Shrinking Cities“ beteiligt. Ronneberger war Mitglied im Beirat zur documenta 12.
Seine Leidenschaft galt der Vermittlung komplexer Zusammenhänge in verständlicher Sprache. Dérive – Zeitschrift für Stadtforschung lud ihn regelmäßig zu Vorträgen ein, die stets ein zahlreiches Publikum fanden.
2025 starb er im Alter von 74 Jahren.

## Werk
Ronnebergers Forschung befasste sich mit Fragen der Urbanisierung, Migration und Stadtkritik.
Besonders verbunden fühlte sich Ronneberger den Theorien von Henri Lefebvre, dessen Ideen über das „Recht auf Stadt“ und die kollektive Selbstverwaltung (Autogestion) er leidenschaftlich vertrat. Ronneberger bezog sich insbesondere auf Lefebvres Kritik des Alltagslebens und der sozialen Produktion von Raum. Es betonte, dass Lefebvres Denken in der Bundesrepublik Deutschland insbesondere in den 1970er-Jahren in linken und kulturellen Bewegungen Resonanz fand, als Forderungen nach Autonomie und Partizipation gegenüber der fordistischen Gesellschaftsordnung aufkamen. In seinem Beitrag Henri Lefebvre and Urban Everyday Life argumentierte Ronneberger, dass Lefebvres Überlegungen zu Urbanität und Raum erst spät und nur begrenzt in die deutschsprachige Stadt- und Raumforschung Eingang fanden. Zwei Jahre vor seinem Tod gab Ronneberger 2023 gemeinsam mit Moritz Hannemann und Laura Strack das Herausgeberwerk Baustelle Commune – Henri Lefebvre und die urbane Revolution von 1871 heraus, das seine Beschäftigung mit der Pariser Kommune widerspiegelt. Es zeigt, illustriert mit Fotografien aus dem heutigen Paris, auf, wie Lefebvre in der Pariser Commune das revolutionäre Potenzial urbaner Gesellschaften entdeckt und ordnet seine Stadttheorie in das Gesamtwerk ein.
Er befasste sich zudem früh mit den Auswirkungen der Globalisierung auf die urbane Peripherie am Beispiel Frankfurt am Mains und analysierte den Wandel von Kern-Peripherie-Verhältnissen im Zuge neuer Urbanisierungsprozesse. Gemeinsam mit Roger Keil entwickelte er die These, dass die traditionelle Vorstellung von Stadtzentren und Vororten durch ein Netzwerk aus Knotenpunkten ersetzt werde, das neue soziale Konflikte und Regulierungsanforderungen hervorrufe. In seinem Beitrag Riding the Tiger of Modernization untersuchte Ronneberger die rot-grüne Kommunalpolitik in Frankfurt und zeigte auf, wie städtische Reformpolitik zwischen den Herausforderungen der Globalisierung und lokalen Interessen vermittelt werden müsse. Dabei kritisierte er, dass auch progressive Koalitionen oft an traditionellen, zentrierten Stadtentwicklungskonzepten festhielten und damit die Notwendigkeit neuer, partizipativer Formen urbaner Politik unterschätzten.
Ein weiteres Thema seiner Forschung war die kritische Auseinandersetzung mit Integrationsdiskursen in Deutschland, wobei er insbesondere die ideologischen Dimensionen von Migration und Segregation thematisierte. Ronneberger zeigte auf, wie das Ideal einer „sozial durchmischten Stadt“ im deutschen Kontext zur Stabilisierung hegemonialer Homogenitätsvorstellungen genutzt wurde und wie sich diese Diskurse historisch aus völkischen Vorstellungen speisten.

## Veröffentlichungen (Auswahl)
- Fordistisches Wohnen: Ideologie und Materialität. (Seite nicht mehr abrufbar, festgestellt im April 2025. Suche in Webarchiven) (→ Fordismus)
- mit Walther Jahn und Stephan Lanz: Die Stadt als Beute. Dietz, Bonn 1999, ISBN 3-8012-3083-X.
- Eingreifendes Denken – Zur Aktualität Henri Lefebvres. In: dérive – Zeitschrift für Stadtforschung, Nr. 40/41 (online). (Seite nicht mehr abrufbar, festgestellt im April 2025. Suche in Webarchiven)
- Die kreative Stadt. In: dérive – Zeitschrift für Stadtforschung, Nr. 44 (online). (Seite nicht mehr abrufbar, festgestellt im April 2025. Suche in Webarchiven)
- Die neoliberale Kontrollkultur. Überwachen und Verdrängen in der unternehmerischen Stadt. In: Leipziger Kamera (Hrsg.): Kontrollverluste. Interventionen gegen Überwachung. 2009, ISBN 978-3-89771-491-5.
- Die neue Dienstleistungsstadt. 1995.
- Fragmente städtischen Alltags. 2000.
- Die Erosion des Sozialstaats und der Wandel der Stadt – Gefährliche Orte und unerwünschte Gruppen. In: Frankfurter Rundschau vom 9. Februar 1998, S. 8.